# Tornoconia mabillei
Tornoconia mabillei är en fjärilsart som beskrevs av Pierre E.L. Viette 1972. Tornoconia mabillei ingår i släktet Tornoconia och familjen trågspinnare. Inga underarter finns listade i Catalogue of Life.